# Coryphistera alaudina
Coryphistera alaudina е вид птица от семейство Furnariidae, единствен представител на род Coryphistera.

## Разпространение
Видът е разпространен в Аржентина, Боливия, Бразилия, Парагвай и Уругвай.